# International Champions Cup
De International Champions Cup is een internationaal vriendschappelijk voetbaltoernooi, dat in de zomer als voorbereiding op het nieuwe seizoen wordt gehouden op verschillende continenten. Sinds 2013 nemen Australische, Europese en Noord-Amerikaanse topclubs deel aan de wedstrijden.

## Geschiedenis
De International Champions Cup komt voort uit de World Football Challenge, zoals het toernooi van 2009 tot 2012 heette.

## Uitslagen

### Regionale edities (2013–2017)
| Editie | Teams | Noord Amerika en Europa | Noord Amerika en Europa | Australie     | Australie       | China                                                      | China                                                      | Singapore      | Singapore      |
| Editie | Teams | Winnaar                 | Runner-up               | Winnaar       | Runner-up       | Winnaar                                                    | Runner-up                                                  | Winnaar        | Runner-up      |
| ------ | ----- | ----------------------- | ----------------------- | ------------- | --------------- | ---------------------------------------------------------- | ---------------------------------------------------------- | -------------- | -------------- |
| 2013   | 8     | Real Madrid             | Chelsea                 | niet gehouden | niet gehouden   | niet gehouden                                              | niet gehouden                                              | niet gehouden  | niet gehouden  |
| 2014   | 8     | Manchester United       | Liverpool               | niet gehouden | niet gehouden   | niet gehouden                                              | niet gehouden                                              | niet gehouden  | niet gehouden  |
| 2015   | 15    | Paris Saint-Germain     | New York Red Bulls      | Real Madrid   | AS Roma         | Real Madrid                                                | AC Milan                                                   | niet gehouden  | niet gehouden  |
| 2016   | 17    | Paris Saint-Germain     | Liverpool               | Juventus      | Atlético Madrid | geen winnaar - niet alle wedstrijden werden gespeeld       | geen winnaar - niet alle wedstrijden werden gespeeld       | niet gehouden  | niet gehouden  |
| 2017   | 15    | Barcelona               | Manchester City         | niet gehouden | niet gehouden   | geen winnaar - geen gelijke aantallen wedstrijden per club | geen winnaar - geen gelijke aantallen wedstrijden per club | Internazionale | Bayern München |

### Wereldwijd
| Editie | Teams | Winnaar           | Winnaar           | Runner-up         | Runner-up         |
| ------ | ----- | ----------------- | ----------------- | ----------------- | ----------------- |
| 2018   | 18    | Tottenham Hotspur | Tottenham Hotspur | Borussia Dortmund | Borussia Dortmund |